# Fiul lui Tarzan

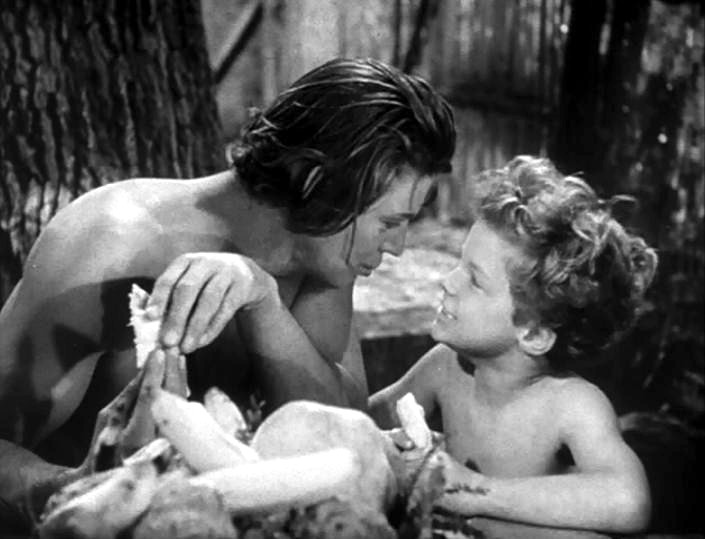
Scenă din filmul Fiul lui Tarzan

Fiul lui Tarzan (titlul original: Tarzan Finds a Son!) este un film de aventuri american regizat de Richard Thorpe în anul 1939. Filmul este realizat după romanele cu Tarzan ale scriitorului Edgar Rice Burroughs. Premiera filmului a avut loc pe 16 iunie 1939. Protagoniști filmului sunt actorii Johnny Weissmüller, Maureen O’Sullivan și Johnny Sheffield. 

## Conținut
Un avion care zbura spre Cape Town se prăbușește în junglă. Echipajul cât și pasagerii mor, rămânând în viață doar un bebeluș. Cimpanzeul lui Tarzan, Cheeta, auzind plânsul copilului, îl ia cu ea și îl duce la adăpostul lui Tarzan și Jane. Aceștia îl numesc „Boy” și îl cresc singuri. Cinci ani mai târziu, o echipă de cercetași condusă de Sir Thomas Lancing, vin să caute locul prăbușirii avionului și eventualele rude rămase în viață. Dacă băiețelul ar fi în viață, ar fi moștenitorul unei averi  în valoare de milioane. Deși Jane dorește ca Boy să se întoarcă în civilizație, acesta rămâne alături de Tarzan și Jane în junglă.

## Distribuție
- Johnny Weissmüller – Tarzan
- Maureen O’Sullivan – Jane Parker
- Johnny Sheffield – Boy
- Ian Hunter – Austin Lancing
- Henry Stephenson – Sir Thomas Lancing
- Frieda Inescort – dna. Lancing
- Henry Wilcoxon – dl. Sande
- Morton Lowry – Richard Lancing
- Laraine Day – soția lui Richard
- Gavin Muir – pilotul

## Legături externe
- Fiul lui Tarzan la Internet Movie Database